# Banda laterale
Nelle radiocomunicazioni, una banda laterale è una banda  di frequenze più alta o più bassa rispetto alla frequenza portante, contenente un'energia risultante dal processo di modulazione. Nonostante tutte le modulazioni abbiano bande laterali per definizione, esse sono più discusse e rilevanti in modulazione di ampiezza.
La modulazione in ampiezza di un'onda portante è caratterizzata normalmente da due bande laterali. Le frequenze al di sopra della frequenza portante costituiscono la banda laterale superiore (upper sideband - USB) mentre le frequenze al di sotto della portante costituiscono la banda laterale inferiore (lower sideband - LSB). Nelle normali trasmissioni AM sono presenti la portante ed entrambe le bande laterali, mentre se non è presente la portante viene definita banda laterale doppia.
Una trasmissione nella quale rimangono una intera banda laterale e parte dell'altra, è chiamata trasmissione in banda laterale residua, usata soprattutto nella diffusione televisiva, che altrimenti occuperebbe un'eccessiva larghezza di banda. Una trasmissione nella quale è trasmessa una sola banda laterale è chiamata modulazione a banda laterale singola (Single-sideband - SSB). La SSB è usata soprattutto nelle frequenze inferiori ai 30 MHz, dai radioamatori e nelle comunicazioni navali, aeree, militari e diplomatiche.
Nella SSB la portante è soppressa e ciò riduce significativamente la quantità di potenza elettrica usata (circa il 70% rispetto alla AM), ma lasciando comunque inalterata tutta l'informazione trasmessa nella banda audio. 
La ricezione della SSB avviene in modo simile alla AM, ma si deve reintrodurre nel ricevitore la portante soppressa nel trasmettitore, con un circuito chiamato BFO per questa ragione un ricevitore AM convenzionale non è in grado di demodulare correttamente un segnale in banda laterale a portante soppressa.
L'estensione delle bande laterali stabilisce l'ampiezza del canale radio utilizzato. Se due emissioni sono troppo vicine rispetto a questa ampiezza, si crea una interferenza tra di esse. Per questo motivo il segnale audio modulante è in genere filtrato prima del processo di modulazione, in modo da lasciar passare le sole frequenze comprese tra 300 e 3000 Hz (tipicamente). In questo modo una emissione SSB occupa una banda passante di 2,7 kHz, contro i 6 kHz di una emissione AM equivalente.